# ミラクルクレヨンのクレヨンまる
『ミラクルクレヨンのクレヨンまる』は、有賀忍による日本の絵本作品、およびそれを原作としたテレビアニメである。
小学館の絵本雑誌『おひさま』にて1996年1月号から2010年6・7月号まで連載された。

## 登場キャラクター
クレヨンまる
声 - 下屋則子
本作の主人公。クレヨン博士によって造られたロボット。
描いたものが3分間だけ本物になる「ミラクルクレヨン」を使って様々な問題を解決に導く。性格は真面目で優しく、ミラクルクレヨンを自分の欲を満たすために使うことはしない。
クレヨン博士
クレヨンまるの製作者である初老の男性科学者。正義感が強く思いやりに溢れ、近隣の住民から親しまれる。クレヨンまるやワルズーを諭すこともままある。
ハーブおばさん
クレヨン博士の妻。丸顔と瓶底眼鏡が特徴。
博士同様温厚な人物でクレヨンまるからはばあちゃと呼ばれる。
ワルズー
いたずら好きな一味のリーダーである狼の少年。ミラクルクレヨンなど珍しいものをつけ狙い様々な事件を起こすが、ツメの甘さが災いしてクレヨンで実体化した道具にやられてしまう。
お人好しなクレヨンまる達を利用する狡猾さの持ち主だが、悪事が失敗すると素直に反省して事件の後始末をするなど責任感も強く、その点は彼らからも認められている。
ミイラ婆や
300年以上も生きている怪しいミイラの女性。主に家政婦兼一味の参謀役を務める。
ワルズーとは他愛のない喧嘩をすることもあるが、ここぞの場面ではお互いに助けあったりいたずらが行き過ぎて逮捕された際には涙ながらに別れを惜しむなど主従関係はかなり良好である。
コモリン
ワルズーの子分である紫色のコウモリ。一人称は「あっし」。
ワルズーとミイラ婆やに振り回されることも多いが彼らからの信頼も厚く一緒にいたずらをしたり、後始末をして清々しい気分を真っ先に述べる役割が多い。
巻きひげのお巡りさん
クレヨンまるが住む町の交番に勤務する警察官。グルグル巻きの髭と厳つい丸顔が特徴。
ワルズー一味の悪事を放って置けない正義感の持ち主で、特にミイラ婆やの逮捕に執念を燃やす。ただし、被害が軽微であったり彼らがいさぎよく反省した場合は、後始末を条件に厳重注意で見逃すこともある。

## 単行本
おひさまのほんより全2冊が刊行された。
- ミラクルクレヨンのクレヨンまる たいへん！かじだ（1998年7月発売、ISBN 4097274155）[3]
- ミラクルクレヨンのクレヨンまる スペシャルプレゼント（1998年7月発売、ISBN 4097274163）[4]

## テレビアニメ
2001年に『のりものスタジオ』内でのコーナーアニメとして放送された。